# Rhipidoglossum bilobatum
Rhipidoglossum bilobatum är en orkidéart som först beskrevs av Victor Samuel Summerhayes, och fick sitt nu gällande namn av Dariusz Lucjan Szlachetko och Tomasz Sebastian Olszewski. Rhipidoglossum bilobatum ingår i släktet Rhipidoglossum och familjen orkidéer. Inga underarter finns listade i Catalogue of Life.